# 大阪市下水道科学館
大阪市下水道科学館（おおさかしげすいどうかがくかん、英: Osaka City Sewerage Science Museum）は、大阪市此花区にある下水道に関する学習展示施設。大阪市建設局が所管している。

## 概要
1894年（明治27年）に大阪市が太閤下水の改良に始まる近代下水道事業に着手してから100周年になる記念事業のひとつとして、1995年4月29日に開設された。下水道の役割を楽しく学べる体験型学習施設。海老江下水処理場に隣接する。2018年3月末から、老朽化のため一時休館していたが、リニューアルした後2022年4月1日に再オープンした。
- 開館時間：午前9時30分～午後5時（入館は午後4時30分まで）
- 休館：毎週水曜日（水曜日が休日の場合は翌平日）、年末年始
- 入館料：無料

## フロア
主な出典：
- 6階　サンルーム（休憩スペース）
- 5階　技術開発・海外展開、多目的ホール
- 4階　「下水道って何だろう？」「下水道はどんな役割を果たしているの？」「どうやって水はきれいになるの？」など学習展示（メイン展示）[注釈 1]
  - まちゾーン
  - 処理場ゾーン
  - 未来ゾーン

各ゾーンではプロジェクションマッピングの投影も行われる。
- 3階　ゲスイドウのキレイとハテナシアター（学習展示〈導入シアター〉、技術開発エリア）
- 2階　事務室及び中央監視施設
- 1階　エントランスホール、会議室
  - インフォメーション - 「キン肉マン マンホール」のカードが配布されている[12][13]。
- B-1階　下水道を支える技術（展示）

## アクセス
- 淀川駅（阪神本線）より徒歩約7分。
- 西九条駅（大阪環状線・JRゆめ咲線・阪神なんば線）から大阪シティバス82号「高見1丁目」バス停下車すぐ。